# Chenaud
Chenaud ist eine Ortschaft und eine ehemalige französische Gemeinde mit 370 Einwohnern (Stand: 1. Januar 2022) im Département Dordogne in der Region Nouvelle-Aquitaine. Sie gehörte zum Arrondissement Périgueux und zum Kanton Montpon-Ménestérol.
Mit Wirkung vom 1. Januar 2016 wurden die früheren Gemeinden Parcoul und Chenaud zu einer Commune nouvelle namens Parcoul-Chenaud zusammengelegt. Die ehemaligen Gemeinden haben in der neuen Gemeinde den Status einer Commune déléguée. Der Verwaltungssitz befindet sich im Ort Parcoul.
Nachbarorte sind Saint-Quentin-de-Chalais im Norden, Les Essards im Nordosten, Saint Aulaye-Puymangou im Südosten, Parcoul im Südwesten und Bazac im Westen.

## Bevölkerungsentwicklung
| Jahr      | 1962 | 1968 | 1975 | 1982 | 1990 | 1999 | 2008 | 2015 |
| --------- | ---- | ---- | ---- | ---- | ---- | ---- | ---- | ---- |
| Einwohner | 517  | 456  | 331  | 350  | 313  | 321  | 317  | 325  |

## Sehenswürdigkeiten

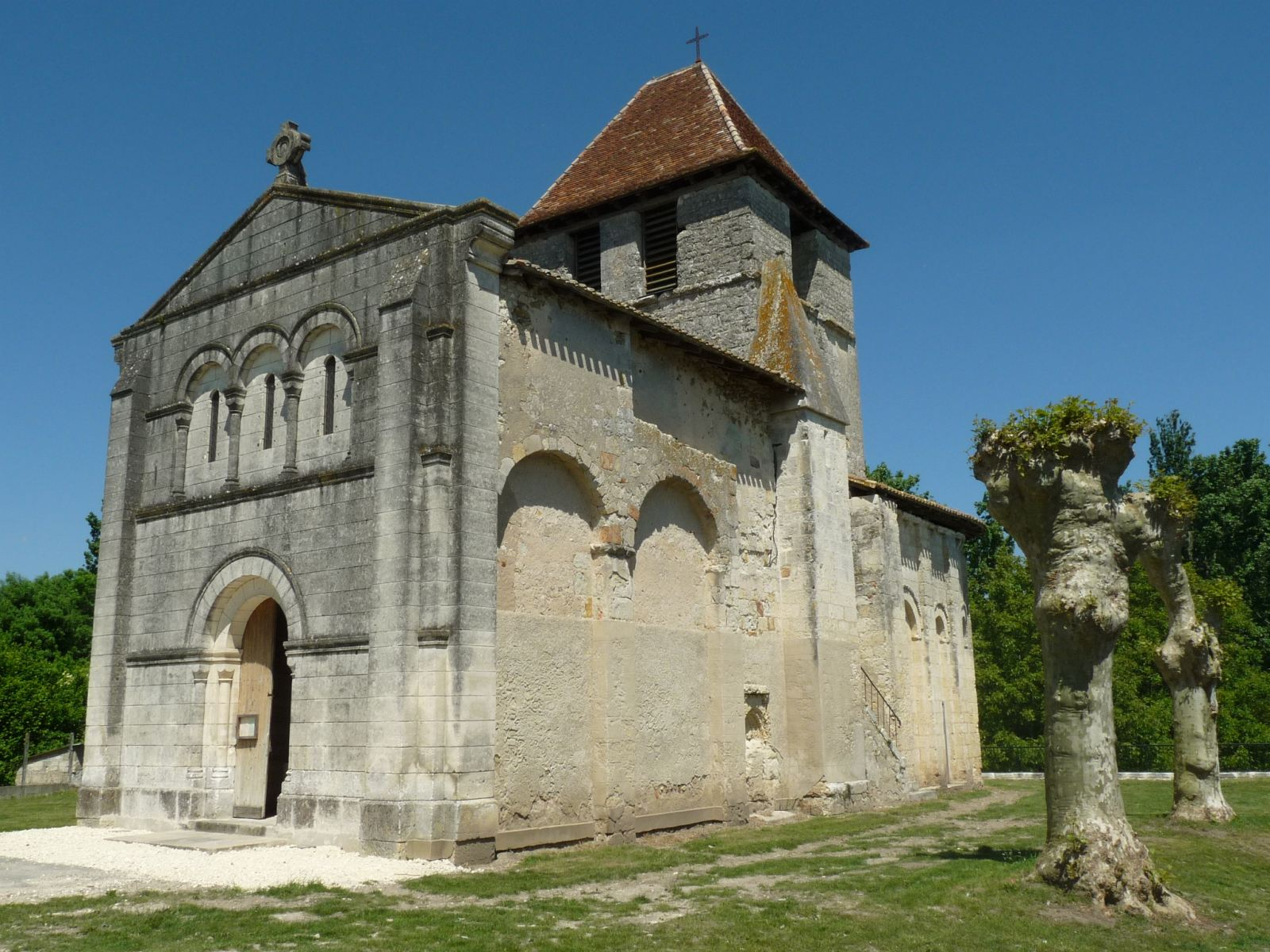
Kirche Saint-Pierre-et-Saint-Paul

- Kirche Saint-Pierre-et-Saint-Paul, seit 1948 als Monument historique ausgewiesen